# Werner Lotz
Werner Lotz (* 4. September 1938 in Duisburg; † 28. Juli 2018) war ein deutscher Fußballspieler. Als Aktiver des MSV Duisburg absolvierte er von 1963 bis 1969 in der Fußball-Bundesliga 145 Spiele und erzielte 28 Tore. Außerdem absolvierte er 143 Begegnungen in der Oberliga und erzielte 27 Tore.

## Karriere
Werner „Lölle“ Lotz durchlief die Jugendstationen beim Meidericher SV und gehörte der A-Jugend an, die im Jahr 1957 die Niederrheinmeisterschaft erringen konnte. Mitspieler, die anschließend auch in der Fußball-Oberliga West beziehungsweise der Bundesliga zum Einsatz kamen, waren Dieter Danzberg, Hartmut Heidemann, Werner Krämer und Heinz Versteeg. In der Saison 1957/58 gab er am 13. Oktober 1957 bei der 0:1-Auswärtsniederlage beim Wuppertaler SV seinen Einstand in der Oberliga West. Heinz Bohnes war der damalige MSV-Torjäger mit 17 Treffern und auch der sechs Monate jüngere Heinz Versteeg wurde mit vier Einsätzen langsam auf die Leistungsstärke der damals erstklassigen Oberliga West vorbereitet. Ab seinem zweiten Jahr Seniorenfußball, 1958/59, gehörte Lotz aber mit 24 Ligaeinsätzen und vier Toren der Stammbesetzung der „Zebras“ an. Durch den fünften Rang 1961/62, entscheidend aber durch den dritten Rang im Abschlussjahr der Oberliga-Ära 1962/63, wurde Meiderich zur Saison 1963/64 für die neu geschaffene Fußball-Bundesliga nominiert. Am 30. Spieltag, den 11. Mai 1963, gewann Meiderich im Heimspiel gegen den Mitkonkurrenten Preußen Münster das letzte Oberligaspiel mit 2:1 Toren und behauptete damit den dritten Rang. Lotz, ausgestattet mit einer ungeheuren Laufbereitschaft und der Spezialität von Torpedo-Kopfbällen, kam von 1957 bis 1963 in der Oberliga auf 143 Ligaeinsätze und erzielte dabei 27 Tore.
Lotz gehörte dem Kreis der Aktiven an, die am 24. August 1963, dem Debüttag der neuen eingleisigen Bundesliga, auf dem Rasen standen. Meiderich gewann mit überzeugender Leistung im Karlsruher Wildparkstadion gegen den heimischen Karlsruher SC vor 40.000 Zuschauern mit 4:1 Toren. Lotz spielte auf der rechten Verteidigerposition, aber nicht nur defensiv, denn der junge Trainer Rudi Gutendorf praktizierte das damals neuartige „Rollsystem“ mit den offensiven Außenverteidigern und den abwehrenden Offensivspielern beim Angriff des Gegners. Am rechten Meidericher Flügel zauberten Helmut Rahn und Werner Krämer. Hinter dem souveränen ersten Bundesligameister 1. FC Köln feierten die „Zebras“ aus Meiderich überraschend die Vizemeisterschaft. In 29 Spielen hatte „Lölle“ Lotz sieben Tore erzielt. Zum prominenten Neuzugang vor dem Bundesligastart, zu Helmut Rahn, äußerte er sich in einem Interview gegenüber Ralf Piorr: „Dann kam er zum ersten Training und gleich 6.000 Zuschauer. Aber Helmut war ohne Allüren, als wenn er schon jahrelang mit uns gespielt hätte. Klar, er hatte an Gewicht zugelegt, aber wenn er angetreten ist, dann konnte ihn keiner bremsen. Und wenn er aus 30 Metern abzog, meine Güte, ein Strahl! Als Mensch war er einfach zu nehmen. Wenn der einen Groschen in der Tasche hatte, waren fünf Pfennig für den Helmut und fünf Pfennig für den Kumpel. Diese Gutmütigkeit haben viele ausgenützt.“
Er gehörte auch im DFB-Pokal des Jahres 1966 der MSV-Mannschaft an, die unter Trainer Hermann Eppenhoff in das Finale am 4. Juni gegen den FC Bayern München einzog. Die Mannschaft um den jungen Franz Beckenbauer setzte sich mit 4:2 Toren durch, Lotz bildete zusammen mit Manfred Müller und Michael Bella die Läuferreihe. Hatte er noch unter Trainer Gyula Lóránt 1967/68 bei der Erringung des siebten Tabellenplatzes 30 Spiele absolviert, so wurde er 1968/69 unter dem neuen Trainer Robert Gebhardt nur noch in acht Bundesligaspielen berücksichtigt, letztmals am 19. April 1969 beim 0:0 bei Kickers Offenbach.
Lotz schloss sich zur Runde 1969/70 dem alten Lokalrivalen Hamborn 07 in der Fußball-Regionalliga West an. In zwei Runden absolvierte er 34 Spiele und erzielte acht Tore, ehe er ab 1971 mit dem höherklassigen Fußball abschloss. Als er sich im Sommer 1969 den gelb-schwarzen „Löwen“ anschloss, traf er auf seinen ehemaligen Meidericher Kollegen Heinz Versteeg. Trotz der weiteren Offensivspieler wie Hans-Werner Hartl, Dieter Herzog und Hartmut Werner belegten die Sportfreunde gerade noch so den rettenden 16. Rang. Lotz hatte durch Verletzungen gehindert, lediglich in 16 Ligaspielen einen Treffer für das Team von Trainer Willi Koll erzielt. Als dann aber im Sommer 1970 gleich alle vier genannten Offensivkräfte nicht mehr für Hamborn zur Verfügung standen, konnten auch seine sieben Treffer in 18 weiteren Regionalligaeinsätzen 1970/71 den Abstieg von Hamborn nicht verhindern.

### Erfolge
- Niederrheinmeister (A-Jugend) 1957
- Deutscher Vizemeister 1964
- DFB-Pokalfinalist 1966

## Privates
Lotz lernte zuerst Former bei den Eisenwerken Mülheim-Meiderich. Dabei musste er Graugussbecken herstellen. Diesen Beruf übte er bis zum Beginn der Bundesliga voll aus. Nach der aktiven Karriere investierte er sein erspartes Geld in eine Gaststätte und war 16 Jahre lang Gastwirt in Duisburg-Hamborn. Ab 1987 arbeitete er bei einem Kölner Entsorgungs- und Industriereinigungsunternehmen. Aus gesundheitlichen Gründen musste sich Lotz Teile des rechten Beines entfernen lassen. Er starb am 28. Juli 2018 nach schwerer Krankheit im Alter von 79 Jahren und hinterließ einen Sohn.